# Linea Shintetsu Ao
La  linea Shintetsu Ao (神戸電鉄有馬線?, Kōbe Dentetsu Ao-sen) è una linea ferroviaria suburbana delle Ferrovie Shintetsu a scartamento ridotto di 1067 mm che collega la parte settentrionale di Kōbe con alcuni sobborghi a ovest della città, nella prefettura di Hyōgo in Giappone. Il capolinea occidentale Ao, permette l'interscambio con la linea Kakogawa della JR West e la ferrovia Hōjō a gestione privata.

## Servizi
La ferrovia fa parte del sistema delle ferrovie Shintetsu, e tutti i suoi treni proseguono a sud lungo la linea Shintetsu Arima a cui si rimanda per le informazioni sui servizi ferroviari.

## Stazioni
- Tutte le stazioni si trovano nella prefettura di Hyōgo
- ●: Il treno ferma; ｜: il treno passa
- I treni locali fermano in tutte le stazioni
- Binari: ∥: doppio binario; ◇ e｜: binario singolo (◇ indica che è possibile l'incrocio dei treni); ∨: da qui binario singolo; ∧: da qui binario doppio

| Stazione              | Giapponese     | Distanza interst. | Distanza totale | SE | EX | RA | Pass/giorno (2008) | Collegamenti                                          | Binari | Posizione     |
| --------------------- | -------------- | ----------------- | --------------- | -- | -- | -- | ------------------ | ----------------------------------------------------- | ------ | ------------- |
| Suzurandai            | 鈴蘭台         | -                 | 0.0             | ●  | ●  | ●  | (22,686)           | Linea Shintetsu Arima (servizi rapidi per Shinkaichi) | ∨      | Kita-ku Kōbe  |
| Suzurandai-nishiguchi | 鈴蘭台西口     | 0.8               | 0.8             | ●  | ●  | ●  | 1,366              |                                                       | ｜     | Kita-ku Kōbe  |
| Nishi-Suzurandai      | 西鈴蘭台       | 0.5               | 1.3             | ●  | ●  | ●  | 10,909             |                                                       | ∧      | Kita-ku Kōbe  |
| Aina                  | 藍那           | 1.7               | 3.0             | ●  | ｜ | ｜ | 151                |                                                       | ∨      | Kita-ku Kōbe  |
| Semaforo di Kawaike   | 川池信号所     | -                 | (5.3)           | ｜ | ｜ | ｜ | -                  |                                                       | ∧      | Kita-ku Kōbe  |
| Kizu                  | 木津           | 3.4               | 6.4             | ●  | ｜ | ｜ | 707                |                                                       | ∥      | Nishi-ku Kobe |
| Semaforo di Mizu      | 見津信号所     | -                 | (7.2)           | ｜ | ｜ | ｜ | -                  |                                                       | ∥      | Nishi-ku Kobe |
| Kobata                | 木幡           | 1.7               | 8.1             | ●  | ●  | ｜ | 1,374              |                                                       | ∥      | Nishi-ku Kobe |
| Sakae                 | 栄             | 1.5               | 9.6             | ●  | ●  | ｜ | 2,032              |                                                       | ∥      | Nishi-ku Kobe |
| Oshibedani            | 押部谷         | 1.6               | 11.2            | ●  | ●  | ●  | 2,220              |                                                       | ∨      | Nishi-ku Kobe |
| Midorigaoka           | 緑が丘         | 1.6               | 12.8            | ●  | ●  | ●  | 4,202              |                                                       | ｜     | Miki          |
| Hirono Golf-jō mae    | 広野ゴルフ場前 | 0.7               | 13.5            | ●  | ●  | ●  | 1,218              |                                                       | ◇      | Miki          |
| Shijimi               | 志染           | 2.1               | 15.6            | ●  | ●  | ●  | 4,317              |                                                       | ◇      | Miki          |
| Ebisu                 | 恵比須         | 2.0               | 17.6            | ●  | ●  | ●  | 1,550              |                                                       | ｜     | Miki          |
| Miki Uenomaru         | 三木上の丸     | 1.0               | 18.6            | ●  | ●  | ●  | 436                |                                                       | ｜     | Miki          |
| Miki                  | 三木           | 0.7               | 19.3            | ●  | ●  | ●  | 2,196              |                                                       | ◇      | Miki          |
| Ōmura                 | 大村           | 1.5               | 20.8            | ●  | ●  | ●  | 926                |                                                       | ｜     | Miki          |
| Kashiyama             | 樫山           | 2.4               | 23.2            | ●  | ●  | ●  | 451                |                                                       | ◇      | Ono           |
| Ichiba                | 市場           | 0.7               | 23.9            | ●  | ●  | ●  | 184                |                                                       | ｜     | Ono           |
| Ono                   | 小野           | 2.3               | 26.2            | ●  | ●  | ●  | 3,439              |                                                       | ◇      | Ono           |
| Hata                  | 葉多           | 1.5               | 27.7            | ●  | ●  | ●  | 180                |                                                       | ｜     | Ono           |
| Ao                    | 粟生           | 1.5               | 29.2            | ●  | ●  | ●  | 1,702              | Linea JR West Kakogawa Ferrovia Hōjō                  | ｜     | Ono           |